# Russ Hamilton
Russel Hamilton, meglio noto come Russ (Detroit, 1948), è un giocatore di poker statunitense, campione del mondo nel 1994.
Oltre alla vittoria nelle WSOP 1994, Hamilton ha conquistato 8 piazzamenti a premi WSOP tra il 1994 e il 2005. La vittoria del "Main Event" gli fruttò la somma di 1.000.000 di dollari, più 43 lingotti d'argento (il cui peso totale era pari proprio a quello di Hamilton).

## La truffa UltimateBet
Tra il 2004 e il 2008 Russ Hamilton si è reso protagonista di una delle più grandi truffe nella storia del poker online.
Dopo la vittoria alle WSOP, Hamilton divenne collaboratore della casa da gioco di poker online "UltimateBet". Nel 2008 la Kahnawake Gaming Commission scoprì che tra il maggio 2004 e il gennaio 2008 proprio Russ Hamilton aveva giocato sulla piattaforma online di UltimateBet utilizzando alcuni trucchi per frodare gli avversari. Hamilton aveva infatti usato 23 account e 117 nickname differenti, riuscendo a procurarsi un profitto illegale di 22.000.000 di dollari. Con la collaborazione di alcuni complici interni ad UltimateBet, Hamilton riusciva ad utilizzare un software illegale che gli consentiva di visualizzare le carte dei rivali.
UltimateBet è stata costretta a rimborsare tutti i giocatori truffati per una somma di circa 22.000.000 di dollari.